# شیخ عالی ورکش
شیخ عالی ورکش، روستایی از توابع بخش مرکزی شهرستان مسجدسلیمان در استان خوزستان ایران است.

## جمعیت
این روستا در دهستان تمبی گلگیر قرار دارد و براساس سرشماری مرکز آمار ایران در سال ۱۳۸۵، جمعیت آن زیر سه خانوار بوده‌است.